# Belgia na Letnich Igrzyskach Olimpijskich 1920
Belgię na Letnich Igrzyskach Olimpijskich 1920 reprezentowało 336 sportowców. Belgia wówczas była organizatorem igrzysk olimpijskich.

## Zdobyte medale
| Medal                | Zawodnik | Konkurencja                          |
| Gimnastyka           | Gimnastyka | Gimnastyka                           |
| -------------------- | --- | ------------------------------------ |
| Srebro               | Eugène Auwerkerken Théophile Bauer François Claessens Augustus Cootmans François Gibens Albert Haepers Domien Jacob Félicien Kempeneers Jules Labéeu Hubert Lafortune Auguste Landrieu Charles Lannie Constant Loriot Nicolaas Moerloos Ferdinand Minnaert Louis Stoop Jean Van Guysse Alphonse Van Mele François Verboven Jean Verboven Julien Verdonck Joseph Verstraeten Georges Vivex Julianus Wagemans | Wielobój drużynowo                   |
| Brąz                 | Paul Arets Léon Bronckaert Léopold Clabots Jean-Baptiste Claessens Léon Darrien Lucien Dehoux Ernest Deleu Émile Duboisson Ernest Dureuil Joseph Fiems Marcel Hansen Louis Henin Omer Hoffman Félix Logiest Charles Maerschalck René Paenhuijsen Arnold Pierret René Pinchart Gaspard Pirotte Augustien Pluys Léopold Son Édouard Taeymans Pierre Thiriar Henri Verhavert                                   | Ćwiczenia "szwedzkie" drużynowo      |
| Hokej na trawie      | |                                      |
| Brąz                 | Charles Delelienne Maurice Van Den Bemden René Strauwen Raoul Daufresne de la Chevalerie Fernand de Montigny Adolphe Goemaere Pierre Chibert André Becquet Raymond Keppens Pierre Valcke Jean Van Nérom Robert Gevers Louis Diercxsens Charles Guiette | Turniej mężczyzn                     |
| Jeździectwo          | |                                      |
| Złoto                | Daniel Bouckaert | Woltyżerka indywidualnie             |
| Złoto                | Daniel Bouckaert Louis Finet Maurice Van Ranst | Woltyżerka drużynowo                 |
| Srebro               | Henri Laame André Coumans Herman de Gaiffier d'Hestroy Herman d'Oultromont | Skoki przez przeszkody drużynowo     |
| Brąz                 | Roger Moeremans d'Emaüs Oswald Lints Jules Bonvalet Jacques Misonne | WKKW drużynowo                       |
| Brąz                 | Louis Finet | Woltyżerka indywidualnie             |
| Kolarstwo            | |                                      |
| Złoto                | Henry George | 50 km                                |
| Brąz                 | Bernard Janssens Albert De Bunné André Vercruysse Albert Wyckmans | Wyścig drużynowy ze startu wspólnego |
| Łucznictwo           | |                                      |
| Złoto                | Edmond Cloetens | Cel stały, duży ptak – indywidualnie |
| Złoto                | Edmond Van Moer | Cel stały, duży ptak – drużynowo     |
| Złoto                | Hubert Van Innis | Cel ruchomy, 33 m – indywidualnie    |
| Złoto                | Hubert Van Innis | Cel ruchomy, 28 m – indywidualnie    |
| Złoto                | Edmond Cloetens Louis Van De Perck Firmin Flamand Edmond Van Moer Joseph Hermans Auguste Van De Verre | Cel stały, duży ptak – drużynowo     |
| Złoto                | Edmond Cloetens Louis Van De Perck Firmin Flamand Edmond Van Moer Joseph Hermans Auguste Van De Verre | Cel stały, mały ptak – drużynowo     |
| Złoto                | Hubert Van Innis Alphonse Allaert Edmond De Knibber Louis Delcon Jérôme De Mayer Pierre Van Thielt Louis Fierens Louis Van Beeck | Cel ruchomy, 50 m – drużynowo        |
| Złoto                | Hubert Van Innis Alphonse Allaert Edmond De Knibber Louis Delcon Jérôme De Mayer Pierre Van Thielt Louis Fierens Louis Van Beeck | Cel ruchomy, 33 m – drużynowo        |
| Srebro               | Louis Van De Perck | Cel stały, duży ptak – indywidualnie |
| Srebro               | Louis Van De Perck | Cel stały, mały ptak – indywidualnie |
| Srebro               | Hubert Van Innis | Cel ruchomy, 50 m – indywidualnie    |
| Srebro               | Hubert Van Innis Alphonse Allaert Edmond De Knibber Louis Delcon Jérôme De Mayer Pierre Van Thielt Louis Fierens Louis Van Beeck | Cel ruchomy, 28 m – drużynowo        |
| Brąz                 | Firmin Flamand | Cel stały, duży ptak – indywidualnie |
| Brąz                 | Joseph Hermans | Cel stały, duży ptak – drużynowo     |
| Piłka nożna          | |                                      |
| Złoto                | Jean De Bie Armand Swartenbroeks Oscar Verbeeck Joseph Musch Émile Hanse André Fierens Louis Van Hege Henri Larnoe Mathieu Bragard Robert Coppée Désiré Bastin Félix Balyu Fernand Nisot Georges Hebdin | Turniej mężczyzn                     |
| Piłka wodna          | |                                      |
| Srebro               | Albert Durant Paul Gailly Pierre Nijs Joseph Pletincx Maurice Blitz René Bauwens Gérard Blitz Pierre Dewin | Turniej mężczyzn                     |
| Pływanie             | |                                      |
| Brąz                 | Gérard Blitz | 100 m stylem grzbietowym             |
| Podnoszenie ciężarów | |                                      |
| Złoto                | Frans De Haes | Waga piórkowa                        |
| Srebro               | Louis Williquet | Waga lekka                           |
| Brąz                 | Florimond Rooms | Waga lekka                           |
| Strzelectwo          | |                                      |
| Srebro               | Albert Bosquet Joseph Cogels Émile Dupont Edouard Feisinger Henri Quersin Louis Van Tilt | Trap drużynowo                       |
| Szermierka           | |                                      |
| Srebro               | Paul Anspach Léon Tom Ernest Gevers Félix Goblet d’Alviella Fernand de Montigny Victor Boin Joseph De Craecker Philippe Le Hardy de Beaulieu | Szpada drużynowo                     |
| Przeciąganie liny    | |                                      |
| Brąz                 | Édouard Bourguignon Alphonse Ducatillon Rémy Maertens Christian Piek Henri Pintens Charles Van Den Broeck François Van Hoorenbeek Desiré Wuyts | Klasa 8 m – formuła 1919             |
| Żeglarstwo           | |                                      |
| Złoto                | Émile Cornellie Frédéric Bruynseels Florimond Cornellie | Klasa 6 m – formuła 1907             |
| Srebro               | Léon Huybrechts Charles Van Den Bussche John Klotz | Klasa 6 m – formuła 1919             |
| Brąz                 | Albert Grisar Georges Hellebuyck Willy de l’Arbre Léopold Standaert Henri Weewauters | Klasa 8 m – formuła 1919             |

## Skład kadry

### Boks
| Zawodnik           | Konkurencja     | 1/16             | 1/8                  | Ćwierćfinał        | Półfinał         | Finał             | Finał         |
| Zawodnik           | Konkurencja     | Przeciwnik Wynik | Przeciwnik Wynik     | Przeciwnik Wynik   | Przeciwnik Wynik | Przeciwnik Wynik  | Miejsce       |
| ------------------ | --------------- | ---------------- | -------------------- | ------------------ | ---------------- | ----------------- | ------------- |
| Joseph Charpentier | waga musza      |                  | Peder Kjellberg W    | Charles Albert P   | Nie awansował    | Nie awansował     | Nie awansował |
| Jules Androt       | waga musza      |                  | Peter Zivic P        | Nie awansował      | Nie awansował    | Nie awansował     | Nie awansował |
| Alfons Bouwens     | waga kogucia    |                  | Clarence Walker P    | Nie awansował      | Nie awansował    | Nie awansował     | Nie awansował |
| Henri Hébrants     | waga kogucia    |                  | wolny los            | Samuel Vogel W     | Chris Graham P   | George McKenzie P | 4.            |
| Philippe Bouvy     | waga piórkowa   |                  | Wim Hesterman W      | Jean Gachet P      | Nie awansował    | Nie awansował     | Nie awansował |
| Roger Vincken      | waga piórkowa   |                  | Edoardo Garzena P    | Nie awansował      | Nie awansował    | Nie awansował     | Nie awansował |
| Julien Van Muyzen  | waga lekka      |                  | Leonard Giunchi W    | Richard Beland P   | Nie awansował    | Nie awansował     | Nie awansował |
| Jean Neys          | waga lekka      |                  | Gotfred Johansen P   | Nie awansował      | Nie awansował    | Nie awansował     | Nie awansował |
| Georges Werll      | waga półśrednia |                  | William Clark P      | Nie awansował      | Nie awansował    | Nie awansował     | Nie awansował |
| René De Smet       | waga półśrednia |                  | August Suhr P        | Nie awansował      | Nie awansował    | Nie awansował     | Nie awansował |
| Georges Simonon    | waga średnia    | Jean Dortet P    | Nie awansował        | Nie awansował      | Nie awansował    | Nie awansował     | Nie awansował |
| Antoine Masson     | waga średnia    |                  | Georges Prud’Homme P | Nie awansował      | Nie awansował    | Nie awansował     | Nie awansował |
| Victor Creusen     | waga ciężka     |                  | wolny los            | William Spengler P | Nie awansował    | Nie awansował     | Nie awansował |

### Gimnastyka
| Zawodnik | Konkurencja                          | Finał   | Finał   |
| Zawodnik | Konkurencja                          | Wynik   | Miejsce |
| --- | ------------------------------------ | ------- | ------- |
| Félicien Kempeneers | wielobój indywidualnie               | 86,25   | 4.      |
| Julianus Wagemans | wielobój indywidualnie               | 83,58   | 9.      |
| François Gibens | wielobój indywidualnie               | 83,08   | 11.     |
| François Verboven | wielobój indywidualnie               | 80,42   | 17.     |
| Charles Lannie | wielobój indywidualnie               | 78,95   | 19.     |
| Eugène Auwerkerken, François Claessens, Augustus Cootmans, François Gibens, Albert Haepers, Domien Jacob, Félicien Kempeneers, Théophile Bauer, Jules Labéeu, Hubert Lafortune, Auguste Landrieu, Charles Lannie, Constant Loriot, Nicolaas Moerloos, Ferdinand Minnaert, Louis Stoop, Jean Van Guysse, Alphonse Van Mele, François Verboven, Jean Verboven, Julien Verdonck, Joseph Verstraeten, Georges Vivex, Julianus Wagemans | wielobój drużynowo                   | 346,765 | srebro  |
| Paul Arets, Léon Bronckaert, Léopold Clabots, Jean-Baptiste Claessens, Léon Darrien, Lucien Dehoux, Ernest Deleu, Émile Duboisson, Ernest Dureuil, Joseph Fiems, Marcel Hansen, Louis Henin, Omer Hoffman, Félix Logiest, Charles Maerschalck, René Paenhuijsen, Arnold Pierret, René Pinchart, Gaspard Pirotte, Augustien Pluys, Léopold Son, Édouard Taeymans, Pierre Thiriar, Henri Verhavert                                   | wielobój drużynowo w systemie wolnym | 1094    | brąz    |

### Hokej na lodzie
Reprezentacja mężczyzn
| - Maurice Deprez - Paul Goeminne - Jean-Maurice Goossens - Paul Loicq |  | - Philippe Van Volckxsom - Gaston Van Volxem - François Vergult |

#### Turniej o złoty medal
Ćwierćfinał
|  | Szwecja | 8:0 | Belgia |  |

|  |  |  |  |  |

### Hokej na trawie
- Reprezentacja mężczyzn

| - André Becquet - Pierre Chibert - Raoul Daufresne de la Chevalerie - Fernand de Montigny - Charles Delelienne - Louis Diercxsens - Robert Gevers |  | - Adolphe Goemaere - Charles Guiette - Raymond Keppens - René Strauwen - Pierre Valcke - Maurice Van Den Bemden - Jean Van Nérom |

| Drużyna         | M | Mecze | Mecze | Mecze | Bramki | Bramki | Bramki | Pkt |
| Drużyna         | M | W     | R     | P     | +      | –      | +/-    | Pkt |
| --------------- | - | ----- | ----- | ----- | ------ | ------ | ------ | --- |
| Wielka Brytania | 3 | 3     | 0     | 0     | 17     | 2      | +15    | 6   |
| Dania           | 3 | 2     | 0     | 1     | 15     | 8      | +7     | 4   |
| Belgia          | 3 | 1     | 0     | 2     | 6      | 19     | -13    | 2   |
| Francja         | 3 | 0     | 0     | 3     | 2      | 12     | -9     | 0   |

Wyniki
1 września 1920
| Belgia | 3:2 | Francja |

3 września 1920
| Wielka Brytania | 12:1 | Belgia |

5 września 1920
| Dania | 5:2 | Belgia |

Reprezentacja Belgii zdobyła brązowy medal.

### Jeździectwo
| Konkurencja              | Zawodnik              | Koń         | Finał   | Finał |
| Konkurencja              | Zawodnik              | Koń         | Wynik   | Poz.  |
| ------------------------ | --------------------- | ----------- | ------- | ----- |
| Ujeżdżenie indywidualnie | Gaston de Trannoy     | Bouton d’Or | 23,1250 | 7.    |
| Ujeżdżenie indywidualnie | Emmanuel de Blommaert | Grizzly     | 20,4375 | 20.   |

| Konkurencja         | Zawodnik                                                                   | Koń                                 | Punkty Karne | Miejsce |
| ------------------- | -------------------------------------------------------------------------- | ----------------------------------- | ------------ | ------- |
| Skoki indywidualnie | Ferdinand de la Serna                                                      | Arsinoe                             | 6,00         | 5.      |
| Skoki indywidualnie | Roger Moeremans d'Emaüs                                                    | Sweet Girl                          | 7,00         | 7.      |
| Skoki indywidualnie | Jules Bonvalet                                                             | Weppelghem                          | 10,00        | 15.     |
| Skoki indywidualnie | Ghislain de Briey                                                          | Perfect Gentleman                   | 13,50        | 21.     |
| Skoki indywidualnie | Jacques Misonne                                                            | Gaucho                              | 23,25        | 25.     |
| Skoki drużynowo     | Henri Laame André Coumans Herman de Gaiffier d'Hestroy Herman d'Oultromont | Biscuit Lisette Miss Lord Kitchener | 16,25        | srebro  |

| Konkurencja        | Zawodnik                                                            | Koń        | 50 km               | 20 km               | Skoki               | Razem   | Pozycja |
| ------------------ | ------------------------------------------------------------------- | ---------- | ------------------- | ------------------- | ------------------- | ------- | ------- |
| WKKW indywidualnie | Roger Moeremans d'Emaüs                                             | Sweet Girl | 787,50              | 600,00              | 265,00              | 1652,50 | 4.      |
| WKKW indywidualnie | Oswald Lints                                                        | Martha     | 900,00              | 615,00              | 0,00                | 1515,00 | 10.     |
| WKKW indywidualnie | Jules Bonvalet                                                      | Weppelghem | 885,00              | 255,00              | 252,50              | 1392,50 | 12.     |
| WKKW indywidualnie | Jacques Misonne                                                     | Gaucho     | 862,50              | 420,00              | 0,00                | 1282,50 | 17.     |
| WKKW drużynowo     | Roger Moeremans d'Emaüs Oswald Lints Jules Bonvalet Jacques Misonne | jak wyżej  | punktacja jak wyżej | punktacja jak wyżej | punktacja jak wyżej | 4560,00 | brąz    |

| Konkurencja              | Zawodnik                                       | Finał  | Finał |
| Konkurencja              | Zawodnik                                       | Wynik  | Poz.  |
| ------------------------ | ---------------------------------------------- | ------ | ----- |
| woltyżerka indywidualnie | Daniel Bouckaert                               | 30,500 | złoto |
| woltyżerka indywidualnie | Louis Finet                                    | 29,000 | brąz  |
| woltyżerka indywidualnie | Maurice Van Ranst                              | 28,000 | 4.    |
| woltyżerka indywidualnie | van Schauwenbroeck                             | 27,250 | 5.    |
| woltyżerka indywidualnie | Albert van Cauwenberg                          | 26,666 | 6.    |
| woltyżerka indywidualnie | Victor Claes                                   | 26,163 | 8.    |
| woltyżerka drużynowo     | Daniel Bouckaert Louis Finet Maurice Van Ranst | 87,500 | złoto |

### Kolarstwo

#### Kolarstwo szosowe
| Konkurencja                    | Zawodnik                                                          | Czas       | Pozycja |
| ------------------------------ | ----------------------------------------------------------------- | ---------- | ------- |
| jazda indywidualna na czas (m) | Bernard Janssens                                                  | 4:44:20,6  | 4.      |
| jazda indywidualna na czas (m) | Albert De Bunné                                                   | 4:45:23,4  | 5.      |
| jazda indywidualna na czas (m) | André Vercruysse                                                  | 4:55:41,4  | 15.     |
| jazda indywidualna na czas (m) | Albert Wyckmans                                                   | 5:03:19,0  | 24.     |
| jazda drużynowa na czas (m)    | Bernard Janssens Albert De Bunné André Vercruysse Albert Wyckmans | 19:28:44,4 | brąz    |

#### Kolarstwo torowe
| Konkurencja                     | Zawodnik                                                                    | Eliminacje                     | Eliminacje                                                | Eliminacje            | Ćwierćfinał                     | Ćwierćfinał | Ćwierćfinał | Repasaże – półfinały                                 | Repasaże – półfinały | Repasaże – półfinały | Repasaże – finał | Repasaże – finał | Repasaże – finał | Półfinały       | Półfinały      | Półfinały      | Finał          | Finał                | Finał                | Pozycja              |
| Konkurencja                     | Zawodnik                                                                    | Przeciwnik                     | Czas                                                      | Miejsce               | Przeciwnik                      | Czas        | Miejsce     | Przeciwnik                                           | Czas                 | Miejsce              | Przeciwnik       | Czas             | Miejsce          | Przeciwnik      | Czas           | Miejsce        | Przeciwnik     | Czas                 | Miejsce              | Pozycja              |
| ------------------------------- | --------------------------------------------------------------------------- | ------------------------------ | --------------------------------------------------------- | --------------------- | ------------------------------- | ----------- | ----------- | ---------------------------------------------------- | -------------------- | -------------------- | ---------------- | ---------------- | ---------------- | --------------- | -------------- | -------------- | -------------- | -------------------- | -------------------- | -------------------- |
| sprint                          | Ernest Binard                                                               | Thomas Lance Jack King         | b.d                                                       | 2.                    | Franco Giorgetti Harry Ryan     | b.d         | 3.          | Georges Perrin Léonard Daghelinckx Franco Giorgetti  | b.d                  | 3.                   | Nie awansował    | Nie awansował    | Nie awansował    | Nie awansował   | Nie awansował  | Nie awansował  | Nie awansował  | Nie awansował        | Nie awansował        | Nie awansował        |
| sprint                          | Léonard Daghelinckx                                                         | Norman Webster Tjabel Boonstra | 13,2                                                      | 1.                    | James Walker Georges Perrin     | b.d         | 3.          | Georges Perrin Ernest Binard Franco Giorgetti        | b.d                  | 2.                   | Nie awansował    | Nie awansował    | Nie awansował    | Nie awansował   | Nie awansował  | Nie awansował  | Nie awansował  | Nie awansował        | Nie awansował        | Nie awansował        |
| sprint                          | L’Empereur                                                                  | Harry Ryan Jean Majérus        | b.d                                                       | 2.                    | Gerald Halpin Anthony Young     | b.d         | 3.          | Henri Bellivier Norman Webster Anthony Young         | b.d                  | 2.                   | Nie awansował    | Nie awansował    | Nie awansował    | Nie awansował   | Nie awansował  | Nie awansował  | Nie awansował  | Nie awansował        | Nie awansował        | Nie awansował        |
| sprint                          | John Slaets                                                                 | Franco Giorgetti William Smith | 13,2                                                      | 1.                    | Maurice Peeters Harold Bounsell | b.d         | 3.          | Harold Bounsell Christopher Dotterweich Thomas Lance | b.d                  | 3.                   | Nie awansował    | Nie awansował    | Nie awansował    | Nie awansował   | Nie awansował  | Nie awansował  | Nie awansował  | Nie awansował        | Nie awansował        | Nie awansował        |
| tandemy                         | John Slaets Léonard Daghelinckx                                             |                                | William Smith, James Walker Pieter Beets, Tjabel Boonstra | b.d                   | 2,                              |             |             |                                                      |                      |                      |                  | Nie awansowali   | Nie awansowali   | Nie awansowali  | Nie awansowali | Nie awansowali | Nie awansowali | Nie awansowali       | Nie awansowali       |                      |
| tandemy                         | Frans Verscheuren Frédéric Claessens                                        |                                | Jock Stewart, Cyril Alden                                 | Nie ukończyli wyścigu | Nie ukończyli wyścigu           |             |             |                                                      |                      |                      |                  | Nie awansowali   | Nie awansowali   | Nie awansowali  | Nie awansowali | Nie awansowali | Nie awansowali | Nie awansowali       | Nie awansowali       |                      |
| 50 km                           | Henry George                                                                |                                |                                                           |                       |                                 |             |             |                                                      |                      |                      |                  |                  |                  |                 |                |                |                | 1:16:43,2            | 1.                   | złoto                |
| 50 km                           | Charles Cadron                                                              |                                |                                                           |                       |                                 |             |             |                                                      |                      |                      |                  |                  |                  |                 |                |                |                | b.d                  | 8.                   | 8.                   |
| 50 km                           | Gustave de Schryver                                                         |                                |                                                           |                       |                                 |             |             |                                                      |                      |                      |                  |                  |                  |                 |                |                |                | b.d                  | 8.                   | 8.                   |
| 50 km                           | Félix Dockx                                                                 |                                |                                                           |                       |                                 |             |             |                                                      |                      |                      |                  |                  |                  |                 |                |                |                | Nie ukończył wyścigu | Nie ukończył wyścigu | Nie ukończył wyścigu |
| wyścig na dochodzenie drużynowo | Bernard Janssens Albert De Bunné Charles Van Doorselaer Gustave De Schryver |                                |                                                           |                       | Stany Zjednoczone               | 6:18,4      | 1.          |                                                      |                      |                      |                  |                  |                  | Wielka Brytania | 5:20,2         | 2.             | Nie awansowali | Nie awansowali       | Nie awansowali       | Nie awansowali       |

### Lekkoatletyka
Konkurencje biegowe
| Konkurencja                 | Zawodnik                                              | Eliminacje         | Eliminacje         | Ćwierćfinał        | Ćwierćfinał        | Półfinał              | Półfinał              | Finał              | Finał              |
| Konkurencja                 | Zawodnik                                              | Wynik              | Miejsce            | Wynik              | Miejsce            | Wynik                 | Miejsce               | Wynik              | Miejsce            |
| --------------------------- | ----------------------------------------------------- | ------------------ | ------------------ | ------------------ | ------------------ | --------------------- | --------------------- | ------------------ | ------------------ |
| 100 m                       | Marcel Gustin                                         | b.d                | 3.                 | Nie awansował      | Nie awansował      | Nie awansował         | Nie awansował         | Nie awansował      | Nie awansował      |
| 100 m                       | Paul Brochart                                         | 11,4               | 1.                 | b.d                | 2.                 | b.d                   | 4.                    | Nie awansował      | Nie awansował      |
| 100 m                       | Jean Lefèvre                                          | b.d                | 5.                 | Nie awansował      | Nie awansował      | Nie awansował         | Nie awansował         | Nie awansował      | Nie awansował      |
| 100 m                       | Julien Lehouck                                        | b.d                | 4.                 | Nie awansował      | Nie awansował      | Nie awansował         | Nie awansował         | Nie awansował      | Nie awansował      |
| 200 m                       | Marcel Gustin                                         | 24,3               | 3.                 | Nie awansował      | Nie awansował      | Nie awansował         | Nie awansował         | Nie awansował      | Nie awansował      |
| 200 m                       | Paul Brochart                                         | 23,2               | 1.                 | 23,1               | 2.                 | Nie stanął na starcie | Nie stanął na starcie | Nie awansował      | Nie awansował      |
| 200 m                       | Max Houben                                            | 24,2               | 2.                 | b.d                | 5.                 | Nie awansował         | Nie awansował         | Nie awansował      | Nie awansował      |
| 400 m                       | Omer Corteyn                                          | 52,2               | 1.                 | 52,1               | 5.                 | Nie awansował         | Nie awansował         | Nie awansował      | Nie awansował      |
| 400 m                       | François Morren                                       | 51,6               | 1.                 | 50,8               | 4.                 | Nie awansował         | Nie awansował         | Nie awansował      | Nie awansował      |
| 400 m                       | Jules Migeot                                          | 55,1               | 4.                 | Nie awansował      | Nie awansował      | Nie awansował         | Nie awansował         | Nie awansował      | Nie awansował      |
| 800 m                       | Joseph Van Der Wee                                    | b.d                | 5.                 |                    |                    | Nie awansował         | Nie awansował         | Nie awansował      | Nie awansował      |
| 800 m                       | Léoncé Oleffe                                         | b.d                | 7.                 |                    |                    | Nie awansował         | Nie awansował         | Nie awansował      | Nie awansował      |
| 800 m                       | Jean Delarge                                          | Nie ukończył biegu | Nie ukończył biegu |                    |                    | Nie awansował         | Nie awansował         | Nie awansował      | Nie awansował      |
| 800 m                       | Henri Godin                                           | b.d                | 6.                 |                    |                    | Nie awansował         | Nie awansował         | Nie awansował      | Nie awansował      |
| 1500 m                      | Lucien Bangels                                        |                    |                    |                    |                    | Nie ukończył biegu    | Nie ukończył biegu    | Nie awansował      | Nie awansował      |
| 1500 m                      | Théophile Roeckaert                                   |                    |                    |                    |                    | b.d                   | 8.                    | Nie awansował      | Nie awansował      |
| 1500 m                      | Léoncé Oleffe                                         |                    |                    |                    |                    | 4:11,5                | 5.                    | Nie awansował      | Nie awansował      |
| 1500 m                      | Léon Fourneau                                         |                    |                    |                    |                    | 4:14,8                | 3.                    | 4:10,3             | 9.                 |
| 5000 m                      | Pierre Trullemans                                     |                    |                    |                    |                    | Nie ukończył biegu    | Nie ukończył biegu    | Nie awansował      | Nie awansował      |
| 5000 m                      | Julien Van Campenhout                                 |                    |                    |                    |                    | 15:22,6               | 2.                    | b.d                | 9.                 |
| 5000 m                      | François Vyncke                                       |                    |                    |                    |                    | b.d                   | 7.                    | Nie awansował      | Nie awansował      |
| 5000 m                      | Henri Smets                                           |                    |                    |                    |                    | b.d                   | 8.                    | Nie awansował      | Nie awansował      |
| 10 000 m                    | Pierre Devaux                                         |                    |                    |                    |                    | 36:38,3               | 8.                    | Nie awansował      | Nie awansował      |
| 10 000 m                    | Aimé Proot                                            |                    |                    |                    |                    | b.d                   | 9.                    | Nie awansował      | Nie awansował      |
| 110 m przez płotki          | René Joannes-Powell                                   |                    |                    | b.d                | 4.                 | Nie awansował         | Nie awansował         | Nie awansował      | Nie awansował      |
| 400 m przez płotki          | Omer Smet                                             |                    |                    | Nie ukończył biegu | Nie ukończył biegu | nie awansował         | nie awansował         | nie awansował      | nie awansował      |
| sztafeta 4 × 100 m mężczyzn | Max Houben Julien Lehouck Omer Smet Paul Brochart     |                    |                    |                    |                    | 43,7                  | 2.                    | Nie awansowali     | Nie awansowali     |
| sztafeta 4 × 400 m mężczyzn | Jules Migeot Omer Corteyn Omer Smet François Morren   |                    |                    |                    |                    | 3:38,8                | 1.                    | 3:24,9             | 6.                 |
| bieg 3000 m drużynowo       | Julien Van Campenhout Claude Otterbeen Lucien Bangels |                    |                    |                    |                    | 30 pkt                | 4.                    | Nie awansowali     | Nie awansowali     |
| maraton                     | Auguste Broos                                         |                    |                    |                    |                    |                       |                       | 2:39:25,8          | 4.                 |
| maraton                     | Charles Melis                                         |                    |                    |                    |                    |                       |                       | 3:00:51,0          | 27.                |
| maraton                     | Oscar Blansaer                                        |                    |                    |                    |                    |                       |                       | 3:20:00,0          | 34.                |
| maraton                     | Desiré Van Remortel                                   |                    |                    |                    |                    |                       |                       | Nie ukończył biegu | Nie ukończył biegu |
| chód na 3 km                | Jean Segers                                           |                    |                    |                    |                    | 14:09,2               | 6.                    | 13:31,3            | 9.                 |
| chód na 3 km                | Paul Verlaeckt                                        |                    |                    |                    |                    | b.d                   | 7.                    | Nie awansował      | Nie awansował      |
| chód na 3 km                | Charles Wiggers                                       |                    |                    |                    |                    | b.d                   | 9.                    | Nie awansował      | Nie awansował      |
| chód na 10 km               | Jean Segers                                           |                    |                    |                    |                    | 48:29,0               | 6.                    | 50:32,4            | 7.                 |
| chód na 10 km               | Paul Verlaeckt                                        |                    |                    |                    |                    | Dyskwalifikacja       | Dyskwalifikacja       | Nie awansował      | Nie awansował      |
| chód na 10 km               | Antoine Doyen                                         |                    |                    |                    |                    | b.d                   | 6.                    | 56:30,0            | 8.                 |
| chód na 10 km               | Charles Wiggers                                       |                    |                    |                    |                    | Dyskwalifikacja       | Dyskwalifikacja       | Nie awansował      | Nie awansował      |
| bieg przełajowy             | Julien Van Campenhout                                 |                    |                    |                    |                    |                       |                       | 28:00,0            | 7.                 |
| bieg przełajowy             | Henri Smets                                           |                    |                    |                    |                    |                       |                       | b.d                | 33.                |
| bieg przełajowy             | Aimé Proot                                            |                    |                    |                    |                    |                       |                       | b.d                | 36.                |
| bieg przełajowy             | François Vyncke                                       |                    |                    |                    |                    |                       |                       | b.d                | 37.                |
| bieg przełajowy             | Pierre Trullemans                                     |                    |                    |                    |                    |                       |                       | b.d                | 41.                |
| bieg przełajowy             | Antoine Rivez                                         |                    |                    |                    |                    |                       |                       | b.d                | 42.                |
| bieg przełajowy drużynowo   | Julien Van Campenhout Henri Smets Aimé Proot          |                    |                    |                    |                    |                       |                       | 48 pkt             | 6.                 |

Konkurencje techniczne
| Konkurencja    | Zawodnik            | Eliminacje | Eliminacje | Finał         | Finał         |
| Konkurencja    | Zawodnik            | Wynik      | Miejsce    | Wynik         | Miejsce       |
| -------------- | ------------------- | ---------- | ---------- | ------------- | ------------- |
| skok w dal     | Gustave De Bruyne   | 6,20       | 18.        | Nie awansował | Nie awansował |
| skok w dal     | Jean Lefèvre        | 5,79       | 24.        | Nie awansował | Nie awansował |
| skok w dal     | Julien Lehouck      | 5,76       | 25.        | Nie awansował | Nie awansował |
| skok wzwyż     | Georges Henrion     | 1,70       | 14.        | Nie awansował | Nie awansował |
| skok wzwyż     | Jean Mahy           | 1,65       | 16.        | Nie awansował | Nie awansował |
| skok wzwyż     | Jean Hénault        | 1,65       | 16.        | Nie awansował | Nie awansował |
| skok o tyczce  | René Joannes-Powell | 3,60       | 1.         | 3,30          | 13.           |
| pchnięcie kulą | Gustave Wuyts       | 11,045     | 18.        | Nie awansował | Nie awansował |
| pchnięcie kulą | Léon Pottier        | 10,10      | 20.        | Nie awansował | Nie awansował |
| rzut dyskiem   | Arthur Delaender    | 32,00      | 16.        | Nie awansował | Nie awansował |
| rzut oszczepem | Adolphe Hauman      | 42,58      | 18.        | Nie awansował | Nie awansował |
| rzut oszczepem | Émile Muller        | 40,24      | 20.        | Nie awansował | Nie awansował |
| rzut oszczepem | Jean Lefèvre        | 39,00      | 22.        | Nie awansował | Nie awansował |
| rzut oszczepem | Arthur Delaender    | 36,25      | 25.        | Nie awansował | Nie awansował |

| Zawodnik            | Konkurencje   | Konkurencje                | Wyniki | Punkty  | Miejsce |
| ------------------- | ------------- | -------------------------- | ------ | ------- | ------- |
| René Joannes-Powell | dziesięciobój | bieg 100 m                 | 12,2   | 619,2   | 17.     |
| René Joannes-Powell | dziesięciobój | skok w dal                 | 5,935  | 592,075 | 14.     |
| René Joannes-Powell | dziesięciobój | pchnięcie kulą             | 9,47   | 413     | 22.     |
| René Joannes-Powell | dziesięciobój | skok wzwyż                 | 1,55   | 468     | 15.     |
| René Joannes-Powell | dziesięciobój | bieg 400 m                 | 56,4   | 691,68  | 3.      |
| René Joannes-Powell | dziesięciobój | rzut dyskiem               | 28,29  | 357,04  | 15.     |
| René Joannes-Powell | dziesięciobój | bieg na 110 m przez płotki | 18,0   | 715,0   | 12.     |
| René Joannes-Powell | dziesięciobój | skok o tyczce              | 2,90   | 433     | 10.     |
| René Joannes-Powell | dziesięciobój | rzut oszczepem             | 29,63  | 137,325 | 14.     |
| René Joannes-Powell | dziesięciobój | bieg na 1500 m             | 4:52,6 | 665,2   | 6.      |
| René Joannes-Powell | dziesięciobój | Finał                      |        | 5091,52 | '11.    |

### Łucznictwo
| Konkurencja                        | Zawodnik | Wynik | Miejsce |
| ---------------------------------- | --- | ----- | ------- |
| Cel stały -Duży ptak indywidualnie | Edmond Cloetens | 13    | złoto   |
| Cel stały -Duży ptak indywidualnie | Louis Van De Perck | 11    | srebro  |
| Cel stały -Duży ptak indywidualnie | Firmin Flamand | 7     | brąz    |
| Cel stały -Duży ptak indywidualnie | Edmond Van Moer | 6     | 4.      |
| Cel stały -Duży ptak indywidualnie | Joseph Hermans | 5     | 5.      |
| Cel stały -Duży ptak indywidualnie | Auguste Van De Verre | 3     | 6.      |
| Cel stały Duży ptak drużynowo      | Edmond Cloetens Louis Van De Perck Firmin Flamand Edmond Van Moer Joseph Hermans Auguste Van De Verre                            | 31    | złoto   |
| Cel stały mały ptak indywidualnie  | Edmond Van Moer | 11    | złoto   |
| Cel stały mały ptak indywidualnie  | Louis Van De Perck | 8     | srebro  |
| Cel stały mały ptak indywidualnie  | Joseph Hermans | 6     | brąz    |
| Cel stały mały ptak indywidualnie  | Firmin Flamand | 5     | 4.      |
| Cel stały mały ptak indywidualnie  | Edmond Cloetens | 4     | 5.      |
| Cel stały mały ptak indywidualnie  | Auguste Van De Verre | 1     | 6.      |
| Cel stały mały ptak drużynowo      | Edmond Cloetens Louis Van De Perck Firmin Flamand Edmond Van Moer Joseph Hermans Auguste Van De Verre                            | 25    | złoto   |
| cel ruchomy 50 m indywidualnie     | Hubert Van Innis | 106   | srebro  |
| cel ruchomy 50 m drużynowo         | Alphonse Allaert Hubert Van Innis Edmond De Knibber Louis Delcon Jérôme De Mayer Pierre Van Thielt Louis Fierens Louis Van Beeck | 2701  | złoto   |
| cel ruchomy 33 m indywidualnie     | Hubert Van Innis | 139   | złoto   |
| cel ruchomy 33 m drużynowo         | Alphonse Allaert Hubert Van Innis Edmond De Knibber Louis Delcon Jérôme De Mayer Pierre Van Thielt Louis Fierens Louis Van Beeck | 2958  | złoto   |
| cel ruchomy 28 m indywidualnie     | Hubert Van Innis | 172   | złoto   |
| cel ruchomy 28 m drużynowo         | Hubert Van Innis Alphonse Allaert Edmond De Knibber Louis Delcon Jérôme De Mayer Pierre Van Thielt Louis Fierens Louis Van Beeck | 2924  | srebro  |

### Łyżwiarstwo figurowe
| Zawodnik                          | Konkurencja   | Wynik | Pozycja |
| Nota                              | Pozycja       | Nota  | Pozycja |
| --------------------------------- | ------------- | ----- | ------- |
| Gérardine Herbos Georges Wagemans | Pary sportowe | 41,5  | 6.      |

### Piłka nożna
Reprezentacja mężczyzn
| - Jean De Bie - Armand Swartenbroeks - Oscar Verbeeck - Joseph Musch - Émile Hanse - André Fierens - Louis Van Hege |  | - Henri Larnoe - Mathieu Bragard - Robert Coppée - Désiré Bastin - Félix Balyu - Fernand Nisot - Georges Hebdin |

### Turniej główny
Pierwsza runda
Ćwierćfinał
| 29 sierpnia 1920 | Belgia | 3:12:1 | Hiszpania | Olympisch Stadion, Antwerpia |
|                  |        |        |           |                              |

Półfinał
| 31 sierpnia 1920 | Belgia | 3:00:1 | Holandia | Olympisch Stadion, Antwerpia |
|                  |        |        |          |                              |

Finał
| 2 września 1920 | Czechosłowacja | 2:0 | Belgia | Olympisch Stadion |
|                 |                |     |        |                   |

1. ↑  Reprezentacji Czechodłowacji opuściła plac gry w trakcie I połowy na znak protestu przeciw nieobiektywnemu sędziowaniu. Reprezentacja Belgii zdobyła złoty medal.

### Piłka wodna
- Reprezentacja mężczyzn

| - Albert Durant - Gérard Blitz - Maurice Blitz - Joseph Pletincx |  | - Paul Gailly - Pierre Nijs - René Bauwens - Pierre Dewin |

#### Turniej główny

##### 1/8 finału
| 23 sierpnia 1920 | Belgia | 11:0 | Szwajcaria |  |
|                  |        |      |            |  |

##### Ćwierćfinał
| 24 sierpnia 1920 | Belgia | 2:1 | Holandia |  |
|                  |        |     |          |  |

##### Półfinał
| 26 sierpnia 1912 | Belgia | 5:3 | Szwecja |  |
|                  |        |     |         |  |

##### Finał
| 27 sierpnia 1912 | Wielka Brytania | 3:2 | Belgia |  |
|                  |                 |     |        |  |

#### Turniej o srebrny medal

##### Finał
| 28 sierpnia 1912 | Belgia | 7:2 | Stany Zjednoczone |  |
|                  |        |     |                   |  |

Reprezentacja Belgii zdobyła srebrny medal.

### Pływanie
Mężczyźni
| Konkurencja        | Zawodnik                                                      | Eliminacje | Eliminacje | Półfinał      | Półfinał      | Finał          | Finał          |
| Konkurencja        | Zawodnik                                                      | Czas       | Miejsce    | Czas          | Miejsce       | Czas           | Miejsce        |
| ------------------ | ------------------------------------------------------------- | ---------- | ---------- | ------------- | ------------- | -------------- | -------------- |
| 100 m dowolnym     | Martial Van Schelle                                           | b.d        | 4.         | Nie awansował | Nie awansował | Nie awansował  | Nie awansował  |
| 100 m dowolnym     | Gérard Blitz                                                  | b.d        | 7.         | Nie awansował | Nie awansował | Nie awansował  | Nie awansował  |
| 1500 m dowolnym    | Paul De Backer                                                | 26:46,4    | 2.         | b.d           | 6.            | Nie awansował  | Nie awansował  |
| 100 m grzbietowym  | Gaspard Lemaire                                               | 1:28,0     | 3.         |               |               | Nie awansował  | Nie awansował  |
| 100 m grzbietowym  | Gérard Blitz                                                  | 1:18,6     | 2.         |               |               | 1:19,0         | brąz           |
| 200 m klasycznym   | Edmond Henry                                                  | 3:18,0     | 3.         | Nie awansował | Nie awansował | Nie awansował  | Nie awansował  |
| 200 m klasycznym   | Paul Neeckx                                                   | 3:16,6     | 3.         | b.d           | 5.            | Nie awansował  | Nie awansował  |
| 200 m klasycznym   | Édouard Van Haelen                                            | 3:22,6     | 3.         | Nie awansował | Nie awansował | Nie awansował  | Nie awansował  |
| 200 m klasycznym   | Félicien Courbet                                              | b.d        | 7.         | Nie awansował | Nie awansował | Nie awansował  | Nie awansował  |
| 400 m klasycznym   | Félicien Courbet                                              | 7:20,0     | 3.         | Nie awansował | Nie awansował | Nie awansował  | Nie awansował  |
| 400 m klasycznym   | Edmond Henry                                                  | b.d        | 5.         | Nie awansował | Nie awansował | Nie awansował  | Nie awansował  |
| 400 m klasycznym   | Édouard Van Haelen                                            | b.d        | 4.         | Nie awansował | Nie awansował | Nie awansował  | Nie awansował  |
| 4 × 200 m dowolnym | Jean-Pierre Vermetten Joseph Cludts René Bauwens Gérard Blitz |            |            | 11:12,2       | 3.            | Nie awansowali | Nie awansowali |

Kobiety
| Konkurencja    | Zawodnik             | Eliminacje | Eliminacje | Półfinał | Półfinał | Finał          | Finał          |
| Konkurencja    | Zawodnik             | Czas       | Miejsce    | Czas     | Miejsce  | Czas           | Miejsce        |
| -------------- | -------------------- | ---------- | ---------- | -------- | -------- | -------------- | -------------- |
| 100 m dowolnym | Germaine Van Dievoet | b.d        | 4.         |          |          | Nie awansowała | Nie awansowała |

### Podnoszenie ciężarów
| Konkurencja      | Zawodnik            | Wynik                    | Pozycja                  |
| ---------------- | ------------------- | ------------------------ | ------------------------ |
| waga piórkowa    | Frans De Haes       | 220 kg                   | złoto                    |
| waga piórkowa    | Lionel de Haes      | 190 kg                   | 7.                       |
| waga lekka       | Louis Williquet     | 240 kg                   | srebro                   |
| waga lekka       | Florimond Rooms     | 230 kg                   | brąz                     |
| waga średnia     | Marcel Marchand     | 205 kg                   | 7.                       |
| waga średnia     | Georges de Proft    | Nie ukończył konkurencji | Nie ukończył konkurencji |
| waga lekkociężka | Lionel van den Roye | 227,5 kg                 | 8.                       |

### Polo
| - Alfred Grisar - Maurice Lysen - Clément Van Der Straten - Gaston Peers de Nieuwburgh |

#### Wyniki
Półfinał
- Wielka Brytania –  Belgia 8:3

Mecz o 3. miejsce
- Stany Zjednoczone –  Belgia 11:3

Drużyna Belgii zajęła 4. miejsce

### Przeciąganie liny
| Zawodnik | Ćwierćfinał      | Półfinał                                | Finał                            | Miejsce |
| Zawodnik | Przeciwnik Wynik | Przeciwnik Wynik                        | Przeciwnik Wynik                 | Miejsce |
| --- | ---------------- | --------------------------------------- | -------------------------------- | ------- |
| Édouard Bourguignon Alphonse Ducatillon Rémy Maertens Christian Piek Henri Pintens Charles Van Den Broeck François Van Hoorenbeek Desiré Wuyts |                  | Wielka Brytania P · Stany Zjednoczone W | Holandia W · Stany Zjednoczone W | brąz    |

### Skoki do wody
Mężczyźni
| Konkurencja    | Zawodnik        | Eliminacje | Eliminacje | Finał         | Finał         |
| Konkurencja    | Zawodnik        | Wynik      | Pozycja    | Wynik         | Pozycja       |
| -------------- | --------------- | ---------- | ---------- | ------------- | ------------- |
| wieża 10 m     | Fernand Sauvage | 145,5      | 3.         | 129,0         | 7.            |
| wieża 10 m     | Raymond Desonay | 129,0      | 7.         | Nie awansował | Nie awansował |
| trampolina 3 m | Joseph Callens  | 476,40     | 6.         | Nie awansował | Nie awansował |

### Strzelectwo
| Konkurencja                                  | Zawodnik                                                                                           | Finał | Finał   |
| Konkurencja                                  | Zawodnik                                                                                           | Wynik | Pozycja |
| -------------------------------------------- | -------------------------------------------------------------------------------------------------- | ----- | ------- |
| pistolet dowolny indywidualnie               | Paul Van Asbroeck                                                                                  | 466   | 7.      |
| pistolet wojskowy drużynowo                  | Paul Van Asbroeck Norbert Van Molle Philippe Cammaerts Robert Andrieux Jules Bastin Léon De Coster | 1221  | 7.      |
| pistolet dowolny drużynowo                   | Paul Van Asbroeck Conrad Adriaenssens Arthur Balbaert Joseph Haesaerts François Heyens             | 2229  | 5.      |
| karabin małokalibrowy stojąc 50 m            | Paul Van Asbroeck                                                                                  | b.d   | b.d     |
| karabin małokalibrowy stojąc 50 m            | Norbert Van Molle                                                                                  | b.d   | b.d     |
| karabin małokalibrowy stojąc 50 m            | Philippe Cammaerts                                                                                 | b.d   | b.d     |
| karabin małokalibrowy stojąc 50 m            | Victor Robert                                                                                      | b.d   | b.d     |
| karabin małokalibrowy stojąc 50 m            | Louis Andrieux                                                                                     | b.d   | b.d     |
| karabin małokalibrowy 50 m stojąc drużynowo  | Paul Van Asbroeck Norbert Van Molle Philippe Cammaerts Victor Robert Louis Andrieux                | 1785  | 6.      |
| karabin dowolny 3 pozycje                    | Arthur Balbaert                                                                                    | b.d   | b.d     |
| karabin dowolny 3 pozycje                    | Conrad Adriaenssens                                                                                | b.d   | b.d     |
| karabin dowolny 3 pozycje                    | François Heyens                                                                                    | b.d   | b.d     |
| karabin dowolny 3 pozycje                    | Joseph Haesaerts                                                                                   | b.d   | b.d     |
| karabin dowolny 3 pozycje                    | Paul Van Asbroeck                                                                                  | b.d   | b.d     |
| karabin dowolny 3 pozycje drużynowo          | Paul Van Asbroeck Conrad Adriaenssens Arthur Balbaert Joseph Haesaerts François Heyens             | 3936  | 12.     |
| karabin wojskowy leżąc 300 m drużynowo       | Paul Van Asbroeck Joseph Janssens Vincent Libert Louis Ryskens Conrad Adriaenssens                 | 264   | 14.     |
| karabin wojskowy stojąc 300 m                | Joseph Janssens                                                                                    | 54    | 5.      |
| karabin wojskowy stojąc 300 m drużynowo      | Paul Van Asbroeck Joseph Janssens Vincent Libert Louis Ryskens Conrad Adriaenssens                 | 217   | 12.     |
| karabin wojskowy leżąc 600 m drużynowo       | Paul Van Asbroeck Conrad Adriaenssens Arthur Balbaert François Ceulemans Joseph Haesaerts          | 264   | 10.     |
| karabin wojskowy leżąc 300 i 600 m drużynowo | Paul Van Asbroeck Conrad Adriaenssens Arthur Balbaert François Ceulemans Joseph Haesaerts          | 469   | 14.     |
| trap indywidualnie                           | Henri Quersin                                                                                      | 85    | 7.      |
| trap indywidualnie                           | Albert Bosquet                                                                                     | 84    | 9.      |
| trap indywidualnie                           | Émile Dupont                                                                                       | 84    | 9.      |
| trap drużynowo                               | Albert Bosquet Joseph Cogels Émile Dupont Henri Quersin Louis Van Tilt Edouard Feisinger           | 503   | srebro  |

### Szermierka
| Konkurencja          | Zawodnik | 1 runda | 1 runda | Ćwierćfinał | Ćwierćfinał                                       | Półfinały | Półfinały      | Finał | Finał          | Pozycja       |
| Konkurencja          | Zawodnik | Przeciwnik | Wynik   | Przeciwnik | Wynik                                             | Przeciwnik | Wynik          | Przeciwnik | Wynik          | Pozycja       |
| -------------------- | --- | --- | ------- | --- | ------------------------------------------------- | --- | -------------- | --- | -------------- | ------------- |
| szpada indywidualnie | Félix Goblet d’Alviella                                                                                                  | Roger Ducret João Sassetti Jan Černohorský Gustaf Lindblom S. Antonidas John Blake Willem van Blijenburgh Ivan Osiier Paolo Thaon                      |         | Abelardo Olivier Fernando Correia Josef Jungmann Armand Massard Henry Breckinridge Frédéric Dubourdieu Ahmed Hassanein Rui Mayer Henri Wijnoldy-Daniëls Carl Gripenstedt    |                                                   | Ernest Gevers Georges Trombert Gustave Buchard Louis Moreau Abelardo Olivier Jorge de Paiva Henry Breckinridge Nils Hellsten Adrianus de Jong Maurice Dewee João Sassetti                 |                | Armand Massard Gustave Buchard Charles Delporte Georges Casanova António Mascarenhas Louis Moreau Abelardo Olivier Gustaf Lindblom Alexandre Lippmann Ernest Gevers Jorge de Paiva           |                | 10.           |
| szpada indywidualnie | Maurice Dewee | Jan van der Wiel António Mascarenhas Evangelos Skotidas Bertil Uggla Roland Willoughby Kay Schrøder Frédéric Fitting                                   |         | João Sassetti António Mascarenhas Roger Ducret Ernest Gevers Gustave Buchard Giovanni Canova William Russell Evangelos Skotidas Aage Berntsen S. Antonidas Jan van der Wiel |                                                   | Ernest Gevers Georges Trombert Félix Goblet d’Alviella Louis Moreau Abelardo Olivier Jorge de Paiva Henry Breckinridge Nils Hellsten Adrianus de Jong Gustave Buchard João Sassetti       |                | Nie awansował | Nie awansował  | Nie awansował |
| szpada indywidualnie | Victor Boin | Fernando Correia Georges Trombert Ejnar Levison Wouter Brouwer Abelardo Olivier John Dimond Hans Törnblom                                              |         | Nils Hellsten Georges Casanova Ejnar Levison Fernand de Montigny Dino Urbani Henrique da Silveira Alexandre Lippmann Wouter Brouwer Edouard Fitting Robin Dalglish          |                                                   | NIe awansował | NIe awansował  | NIe awansował | NIe awansował  | NIe awansował |
| szpada indywidualnie | Ernest Gevers | Josef Javůrek Poul Rasmussen Edouard Fitting Frédéric Dubourdieu Carl Gripenstedt Frederico Paredes Louis Delaunoij Raymond Dutcher Robert Montgomerie |         | João Sassetti António Mascarenhas Roger Ducret Gustave Buchard Maurice Dewee Giovanni Canova William Russell Evangelos Skotidas Aage Berntsen S. Antonidas Jan van der Wiel |                                                   | Gustave Buchard Georges Trombert Félix Goblet d’Alviella Louis Moreau Abelardo Olivier Jorge de Paiva Henry Breckinridge Nils Hellsten Adrianus de Jong Maurice Dewee João Sassetti       |                | Armand Massard Gustave Buchard Charles Delporte Georges Casanova António Mascarenhas Louis Moreau Abelardo Olivier Gustaf Lindblom Alexandre Lippmann Félix Goblet d’Alviella Jorge de Paiva |                | 4.            |
| szpada indywidualnie | Joseph De Craecker | Nils Hellsten Rui Mayer Alexandre Lippmann Otakar Švorčík Eugène Empeyta Martin Holt Georg Hegner Vasilios Zarkadis                                    |         | Otakar Švorčík Gustaf Lindblom Jorge de Paiva Adrianus de Jong Georges Trombert Charles Delporte Tullio Bozza Louis Moreau Poul Rasmussen Roland Willoughby                 |                                                   | Nie awansował | Nie awansował  | Nie awansował | Nie awansował  | Nie awansował |
| szpada indywidualnie | Léon Tom | Tullio Bozza Henri Wijnoldy-Daniëls Aage Berntsen William Russell Knut Enell Gustave Buchard George Burt                                               |         | Nie awansował | Nie awansował                                     | Nie awansował | Nie awansował  | Nie awansował | Nie awansował  | Nie awansował |
| szpada indywidualnie | Charles Delporte | Henry Breckinridge Louis Moreau Josef Jungmann Jorge de Paiva Aldo Boni Salomon Zeldenrust Charles Notley Einar Råberg                                 |         | Otakar Švorčík Gustaf Lindblom Jorge de Paiva Adrianus de Jong Georges Trombert Louis Moreau Tullio Bozza Joseph De Craecker Poul Rasmussen Roland Willoughby               |                                                   | William Russell António Mascarenhas Gustaf Lindblom Georges Casanova Alexandre Lippmann Armand Massard Frédéric Dubourdieu Fernand de Montigny Dino Urbani Fernando Correia Ejnar Levison |                | Armand Massard Gustave Buchard Ernest Gevers Georges Casanova António Mascarenhas Louis Moreau Abelardo Olivier Gustaf Lindblom Alexandre Lippmann Félix Goblet d’Alviella Jorge de Paiva    |                | 10.           |
| szpada indywidualnie | Fernand de Montigny | Georges Casanova Vilém Tvrzský Adrianus de Jong Henrique da Silveira Giovanni Canova David Warholm Ronald Campbell Henri Jacquet                       |         | Nils Hellsten Georges Casanova Ejnar Levison Alexandre Lippmann Dino Urbani Henrique da Silveira Victor Boin Wouter Brouwer Edouard Fitting Robin Dalglish                  |                                                   | William Russell António Mascarenhas Gustaf Lindblom Georges Casanova Charles Delporte Armand Massard Frédéric Dubourdieu Alexandre Lippmann Dino Urbani Fernando Correia Ejnar Levison    |                | Nie awansował | Nie awansował  | Nie awansował |
| szpada drużynowo     | Ernest Gevers Paul Anspach Félix Goblet d’Alviella Victor Boin Joseph De Craecker Léon Tom Philippe Le Hardy de Beaulieu | |         | |                                                   | Portugalia · Włochy · Holandia · Dania · Szwecja |                | Włochy · Francja · Portugalia · Szwajcaria · Stany Zjednoczone | P W            | srebro        |
| floret indywidualnie | Jean Verbrugghe | |         | André Labatut Ejnar Levison Henry Breckinridge Wouter Brouwer Rodolfo Terlizzi Cecil Kershaw                                                                                | P W                                               | Abelardo Olivier Pietro Speciale Félix Vigeveno Knut Enell André Labatut |                | Nie awansował | Nie awansował  | Nie awansował |
| floret indywidualnie | Charles Pape | |         | Nedo Nadi Vilém Tvrzský Salomon Zeldenrust Millard Bloomer Georges Trombert Harry Evan James Gustaf Lindblom Kay Schrøder                                                   | P W                                               | Nie awansował | Nie awansował  | Nie awansował | Nie awansował  | Nie awansował |
| floret indywidualnie | Emile Dufrane | |         | Aldo Nadi Ivan Osiier Lionel Bony de Castellane Roland Willoughby Josef Jungmann Nils Hellsten                                                                              |                                                   | Nie awansował | Nie awansował  | Nie awansował | Nie awansował  | Nie awansował |
| floret indywidualnie | Marcel Cuypers | |         | Abelardo Olivier Marcel Perrot Josef Javůrek Georg Hegner Adrianus de Jong Joseph Parker Robert Montgomerie Hans Törnblom                                                   |                                                   | Vilém Tvrzský Aldo Nadi Marcel Perrot Philippe Cattiau Ejnar Levison | W P W          | Nie awansował | Nie awansował  | Nie awansował |
| floret indywidualnie | Charles Crahay | |         | Frederico Cesarano Francis Honeycutt Ahmed Hassanein Verner Bonde | P W                                               | Fernand de Montigny Ivan Osiier Tommaso Costantino Georges Trombert Frederico Cesarano |                | Nie awansował | Nie awansował  | Nie awansował |
| floret indywidualnie | Marcel Berré | |         | František Dvořák Pietro Speciale Knut Enell Philippe Cattiau Philip Doyne Jan van der Wiel                                                                                  |                                                   | Nie awansował | Nie awansował  | Nie awansował | Nie awansował  | Nie awansował |
| floret indywidualnie | Robert de Schepper | |         | Oreste Puliti Roger Ducret Thomas Wand-Tetley George Calnan Aage Berntsen                                                                                                   | P W                                               | Nedo Nadi Oreste Puliti Lionel Bony de Castellane Roger Ducret Francis Honeycutt | P W            | Nie awansował | Nie awansował  | Nie awansował |
| floret indywidualnie | Fernand de Montigny | |         | Leonard Schoonmaker Tommaso Costantino Félix Vigeveno Edgar Seligman Antonín Mikala                                                                                         | W                                                 | Charles Crahay Ivan Osiier Tommaso Costantino Georges Trombert Frederico Cesarano |                | Nedo Nadi Philippe Cattiau Roger Ducret Aldo Nadi André Labatut Oreste Puliti Ivan Osiier Abelardo Olivier Georges Trombert Marcel Perrot Pietro Speciale                                    | P W w          | 6.            |
| floret drużynowo     | Léon Tom Robert Hennet Marcel Cuypers Fernand de Montigny Émile De Schepper Charles Crahay Marcel Berré Charles Pape     | |         | | Włochy · Dania · Wielka Brytania · Czechosłowacja | P W | Nie awansowali | Nie awansowali | Nie awansowali | .             |
| szabla indywidualnie | Alexis Simonson | |         | Oreste Puliti Frederico Cesarano Adrianus de Jong Aage Berntsen Edwin Fullinwider Marc Perrodon Edward Startin                                                              |                                                   | Nie awansował | Nie awansował  | Nie awansował | Nie awansował  | Nie awansował |
| szabla indywidualnie | Félix Goblet d’Alviella                                                                                                  | |         | John Dimond Robin Dalglish Aldo Nadi Henri Wijnoldy-Daniëls Wouter Brouwer Ronald Campbell Vilém Tvrzský Georges Trombert                                                   |                                                   | Joseph Parker Baldo Baldi Jan van der Wiel Robin Dalglish Nedo Nadi Robert Feyerick | P              | Nie awansował | Nie awansował  | Nie awansował |
| szabla indywidualnie | Robert Feyerick | |         | Nedo Nadi Henri de Saint Germain Cecil Kershaw Baldo Baldi Josef Javůrek Clariborne Walker                                                                                  |                                                   | Joseph Parker Baldo Baldi Jan van der Wiel Robin Dalglish Nedo Nadi Félix Goblet d’Alviella                                                                                               |                | Nie awansował | Nie awansował  | Nie awansował |
| szabla indywidualnie | Léon Tom | |         | Arthur Lyon Francesco Gargano Giulio Rusconi Joseph Parker Evangelos Skotidas Félix Vigeveno Zdeněk Vávra Jean Margraff Alfred Martin                                       |                                                   | Henri Wijnoldy-Daniëls Josef Javůrek Francesco Gargano Aldo Nadi Cecil Kershaw Giorgio Santelli                                                                                           |                | Aldo Nadi Adrianus de Jong Oreste Puliti Jan van der Wiel Nedo Nadi Robert Hennet Robin Dalglish Henri Wijnoldy-Daniëls Frederico Cesarano Francesco Gargano Baldo Baldi                     |                | 6.            |
| szabla indywidualnie | Robert Hennet | |         | Jan van der Wiel Giorgio Santelli Roscoe Bowman Herbert Huntingdon Jean Servent Vasilios Zarkadis Frederick Cunningham Jaroslav Šourek                                      |                                                   | Frederico Cesarano Adrianus de Jong Oreste Puliti Giulio Rusconi Herbert Huntingdon Aage Berntsen                                                                                         | P W            | Aldo Nadi Adrianus de Jong Oreste Puliti Jan van der Wiel Léon Tom Nedo Nadi Robin Dalglish Henri Wijnoldy-Daniëls Frederico Cesarano Francesco Gargano Baldo Baldi                          |                | 7.            |
| szabla drużynowo     | Robert Hennet Pierre Calle Léon Tom Alexis Simonson Robert Feyerick Charles Delporte Harry Dombeeck                      | |         | |                                                   | |                | Włochy · Francja · Holandia · Czechosłowacja · Stany Zjednoczone · Dania · Wielka Brytania                                                                                                   | P W            | 4.            |

### Tenis ziemny
| Konkurencja | Zawodnik                             | 1 runda                                 | 2 runda                                                     | 3 runda                                              | Ćwierćfinały                                     | Półfinały                                        | Finał            | Miejsce |
| Konkurencja | Zawodnik                             | Przeciwnik Wynik                        | Przeciwnik Wynik                                            | Przeciwnik Wynik                                     | Przeciwnik Wynik                                 | Przeciwnik Wynik                                 | Przeciwnik Wynik | Miejsce |
| ----------- | ------------------------------------ | --------------------------------------- | ----------------------------------------------------------- | ---------------------------------------------------- | ------------------------------------------------ | ------------------------------------------------ | ---------------- | ------- |
| Singiel (m) | Jean Washer                          |                                         | Ronald Thomas W 3:1 (6:1,6:3,3:6,6:4)                       | Charles Winslow P 0:3 (6:8,4:6,1:6)                  | Nie awansował                                    | Nie awansował                                    | Nie awansował    | 9.      |
| Singiel (m) | Albert Lammens                       | Hanns Syz W 3:1 (6:3,6:4,3:6,7:5)       | Carl Eric von Braun W 3:0 (6:2,6:1,6:1)                     | Ichiya Kumagae P 0:3 (5:7,1:6,4:6)                   | Nie awansował                                    | Nie awansował                                    | Nie awansował    | 9.      |
| Singiel (m) | Maurice Van Den Bemden               |                                         | Louis Raymond P 1:3 (5:7,1:6,6:4,1:6)                       | Nie awansował                                        | Nie awansował                                    | Nie awansował                                    | Nie awansował    | 17.     |
| Singiel (m) | Victor de Laveleye                   | Conrad Langaard W 3:1 (6:2,2:6,6:3,6:3) | Ichiya Kumagae P 0:3 (0:6,1:6,0:6)                          | Nie awansował                                        | Nie awansował                                    | Nie awansował                                    | Nie awansował    | 17.     |
| debel (m)   | Jean Washer Albert Lammens           |                                         | Jarl Malmström Carl Eric von Braun W 3:0 (6:2,6:4,6:3)      | Ichiya Kumagae Seiichirō Kashio P 0:3 (1:6,4:6,4:6)  | Nie awansowali                                   | Nie awansowali                                   | Nie awansowali   | 9.      |
| debel (m)   | André Laloux François Laloux         |                                         | Ladislav Žemla Karel Ardelt P 0:3 (2:6,4:6,4:6)             | Nie awansowali                                       | Nie awansowali                                   | Nie awansowali                                   | Nie awansowali   | 17.     |
| debel (m)   | Eugène Grisar Maurice Van Den Bemden |                                         | Jean Samazeuilh Daniel Lawton P 0:3 (4:6,3:6,3:6)           | Nie awansowali                                       | Nie awansowali                                   | Nie awansowali                                   | Nie awansowali   | 17.     |
| debel (m)   | Victor de Laveleye Stéphane Halot    |                                         | Eduardo Flaquer Enrique Satrústegui P 1:3 (5:7,3:6,6:1,4:6) | Nie awansowali                                       | Nie awansowali                                   | Nie awansowali                                   | Nie awansowali   | 17.     |
| singiel (k) | Fernande Arendt                      |                                         |                                                             | Giulia Ferelli W (walkower)                          | Dorothy Holman P 0:2 (2:6,3:6)                   | Nie awansowała                                   | Nie awansowała   | 5.      |
| singiel (k) | Anne de Borman                       |                                         |                                                             | Milada Skrbková W (walkower)                         | Sigrid Fick P 0:2 (4:6,6:8)                      | Nie awansowała                                   | Nie awansowała   | 5.      |
| singiel (k) | Marthe Dupont                        |                                         | lsebeth Brehm P 0:2 (3:6,4:6)                               | Nie awansowała                                       | Nie awansowała                                   | Nie awansowała                                   | Nie awansowała   | 15.     |
| singiel (k) | Marie Storms                         |                                         | Suzanne Lenglen P 0:2 (0:6,0:6)                             | Nie awansowała                                       | Nie awansowała                                   | Nie awansowała                                   | Nie awansowała   | 15.     |
| debel (k)   | Marie Storms Fernande Arendt         |                                         |                                                             |                                                      | Amory Hansen Elsebeth Brehm W 2:0 (6:1,6:1)      | Geraldine Beamish Dorothy Holman P 0:2 (1:6,1:6) | Nie awansowały   | 4.      |
| debel (k)   | Anne de Borman Françoise Tschaggeny  |                                         |                                                             |                                                      | Geraldine Beamish Dorothy Holman P 0:2 (2:6,4:6) | Nie awansowały                                   | Nie awansowały   | 5.      |
| debel (k)   | Marthe Dupont Anne Chaudoir          |                                         |                                                             | Marie Jones Marguerite Laurenan W 2:1 (6:2,2:6,6:2)  | Winifred McNair Kathleen McKane P 0:2 (2:6,5:7)  | Nie awansowały                                   | Nie awansowały   | 5.      |
| debel (k)   | Marie Jones Marguerite Laurenan      |                                         |                                                             | Marthe Dupont Anne Chaudoir P 1:2 (3:6,6:2,2:6)      | Nie awansowały                                   | Nie awansowały                                   | Nie awansowały   | 9.      |
| mikst       | Anne Chaudoir Albert Lammens         |                                         |                                                             | Jeanne Vaussard François Blanchy W 2:1 (4:6,7:5,6:3) | Suzanne Lenglen Max Décugis P 1:2 (6:1,1:6,1:6)  | Nie awansowali                                   | Nie awansowali   | 5.      |
| mikst       | Marie Storms Stéphane Halot          |                                         |                                                             | Rosetta Gagliardi Cesare Colombo W 2:0 (8:6,6:3)     | Milada Skrbková Ladislav Žemla P 0:2 (5:7,3:6)   | Nie awansowali                                   | Nie awansowali   | 5.      |
| mikst       | Anne de Borman Jean Washer           |                                         |                                                             | Amory Hansen Erik Tegner P 1:2 (6:4,6:8,3:6)         | Nie awansowali                                   | Nie awansowali                                   | Nie awansowali   | 8.      |
| mikst       | Marthe Dupont François Laloux        |                                         |                                                             | Milada Skrbková Ladislav Žemla P 0:2 (5:7,4:6)       | Nie awansowali                                   | Nie awansowali                                   | Nie awansowali   | 8       |

### Wioślarstwo
| Konkurencja           | Zawodnik | Runda 1 | Runda 1 | Ćwierćfinał | Ćwierćfinał | Półfinał       | Półfinał       | Finał          | Finał          | Pozycja        |
| Konkurencja           | Zawodnik | Czas    | M.      | Czas        | M.          | Czas           | M.             | Czas           | M.             | Pozycja        |
| --------------------- | --- | ------- | ------- | ----------- | ----------- | -------------- | -------------- | -------------- | -------------- | -------------- |
| Jedynka               | Jacques Haller |         |         | b.d         | 3.          | Nie awansował  | Nie awansował  | Nie awansował  | Nie awansował  | Nie awansował  |
| Dwójka podwójna       | Ernest Sadzawka Georges Léonet |         |         |             |             | 7:34,4         | 2.             | Nie awansowali | Nie awansowali | Nie awansowali |
| dwójka ze sternikiem  | Georges Van Den Bossche Oscar Van Den Bossche René Van Damme                                                                            |         |         |             |             | 8:25,0         | 2.             | Nie awansowali | Nie awansowali | Nie awansowali |
| Czwórka ze sternikiem | Jean Van Silfhout Léon Vleurinck Adrien D’Hondt Robert Demulder Raphael De Ligne                                                        |         |         |             |             | 7:40,0         | 2.             | Nie awansowali | Nie awansowali | Nie awansowali |
| ósemka                | Daniël Clarembaux Jozef Hermans Gustave De Mulder René Smet Félix Taymans Charles Lalemand Julien Crickx Maurice Requillé Joseph Crickx |         |         | 6:40,0      | 2.          | Nie awansowali | Nie awansowali | Nie awansowali | Nie awansowali | Nie awansowali |

### Zapasy
| Konkurencja                   | Zawodnik            | 1/16 finału      | 1/8 finału            | Ćwierćfinał                          | Półfinał                                            | Finał               | Miejsce       |
| Konkurencja                   | Zawodnik            | Przeciwnik Wynik | Przeciwnik Wynik      | Przeciwnik Wynik                     | Przeciwnik Wynik                                    | Przeciwnik Wynik    | Miejsce       |
| ----------------------------- | ------------------- | ---------------- | --------------------- | ------------------------------------ | --------------------------------------------------- | ------------------- | ------------- |
| styl klasyczny waga piórkowa  | Sander Boumans      | Willem Roels W   | Piero Vaglio W        | Enrico Porro W                       | Oskari Friman p Daniel Gallery W Fritiof Svensson P | Nie awansował       | Nie awansował |
| styl klasyczny waga piórkowa  | Henri Dierickx      | Eduard Pütsep p  | Nie awansował         | Nie awansował                        | Nie awansował                                       | Nie awansował       | Nie awansował |
| styl klasyczny waga lekka     | Frits Janssens      |                  | Oral Swigart W        | Emil Väre p Fritz Christiansen W     | Taavi Tamminen p Richard Frydenlund W               | Frithjof Andersen p | 4.            |
| styl klasyczny waga lekka     | Auguste Savonnet    |                  | Charles Frisenfeldt p | Nie awansował                        | Nie awansował                                       | Nie awansował       | Nie awansował |
| styl klasyczny waga średnia   | Emiel Vanderleenden |                  | Paul Zanolini W       | Calle Westergren p Michel Dechmann W | Matti Perttilä p                                    | Nie awansował       | Nie awansował |
| styl klasyczny waga średnia   | Oscar Cornelis      | Matti Perttilä p | Nie awansował         | Nie awansował                        | Nie awansował                                       | Nie awansował       | Nie awansował |
| styl klasyczny waga półciężka | Émile Walhen        |                  | Battista Cardinale W  | Anders Rajala W                      | Jan Sint p                                          | Nie awansował       | Nie awansował |
| styl klasyczny waga półciężka | Guillaume Snoeck    |                  | František Kocián W    | Jan Sint p                           | Nie awansował                                       | Nie awansował       | Nie awansował |
| styl klasyczny waga ciężka    | Eduard Van Den Bril |                  | Ernst Nilsson p       | Nie awansował                        | Nie awansował                                       | Nie awansował       | Nie awansował |
| styl wolny waga lekka         | August Thijs        |                  | Wolny los             | Wolny los                            | Kalle Anttila p                                     | Herbert Wright p    | 4.            |
| styl wolny waga średnia       | Henri Derkinderen   | Wolny los        | Ahmad Rahmi W         | Väinö Penttala p                     | Nie awansował                                       | Nie awansował       | Nie awansował |
| styl wolny waga średnia       | Frits Janssens      | Wolny los        | Pierre Angelot W      | Eino Leino p                         | Nie awansował                                       | Nie awansował       | Nie awansował |
| styl wolny waga półciężka     | Hyacinthe Roosen    |                  | Johan Gallén p        | Nie awansował                        | Nie awansował                                       | Nie awansował       | Nie awansował |
| styl wolny waga półciężka     | Guillaume Snoeck    |                  | Jan van Rensburg p    | Nie awansował                        | Nie awansował                                       | Nie awansował       | Nie awansował |

### Żeglarstwo
| Zawodnik                                                                             | Konkurencja                 | Wyścig           | Wyścig            | Wyścig             | Punkty | Finałowa pozycja |
| Zawodnik                                                                             | Konkurencja                 | Wyścig I miejsce | Wyścig II miejsce | Wyścig III miejsce | Punkty | Finałowa pozycja |
| ------------------------------------------------------------------------------------ | --------------------------- | ---------------- | ----------------- | ------------------ | ------ | ---------------- |
| Émile Cornellie Frédéric Bruynseels Florimond Cornellie                              | klasa 6 metrów formuła 1907 | 2.               | 1.                | 2.                 | 5      | złoto            |
| Louis Depière Raymond Bauwens Willy Valcke                                           | klasa 6 metrów formuła 1907 | 3.               | 3.                | 3.                 | 9      | 4.               |
| Léon Huybrechts Charles Van Den Bussche John Klotz                                   | klasa 6 metrów formuła 1919 | 1.               | 2.                | 2.                 | 5      | srebro           |
| Albert Grisar Georges Hellebuyck Willy de l’Arbre Léopold Standaert Henri Weewauters | klasa 8 metrów fromuła 1919 | 3.               | 3.                | 3.                 | 9      | brąz             |